# Gipsy.cz
Gipsy.cz – czeski zespół muzyczny grający muzykę hip-hopową i tworzący w języku romskim, reprezentant Czech w 54. Konkursie Piosenki Eurowizji w 2009 roku.

## Historia zespołu
Zespół został założony w 2006 roku, w listopadzie ukazała się jego debiutancka płyta studyjna zatytułowana Romano Hip Hop, za którą otrzymał nominację do nagrody Anděl w kategorii Album roku. Oprócz tego, grupa wygrała statuetkę za Odkrycie roku. Album uzyskał status złotej płyty w kraju. 

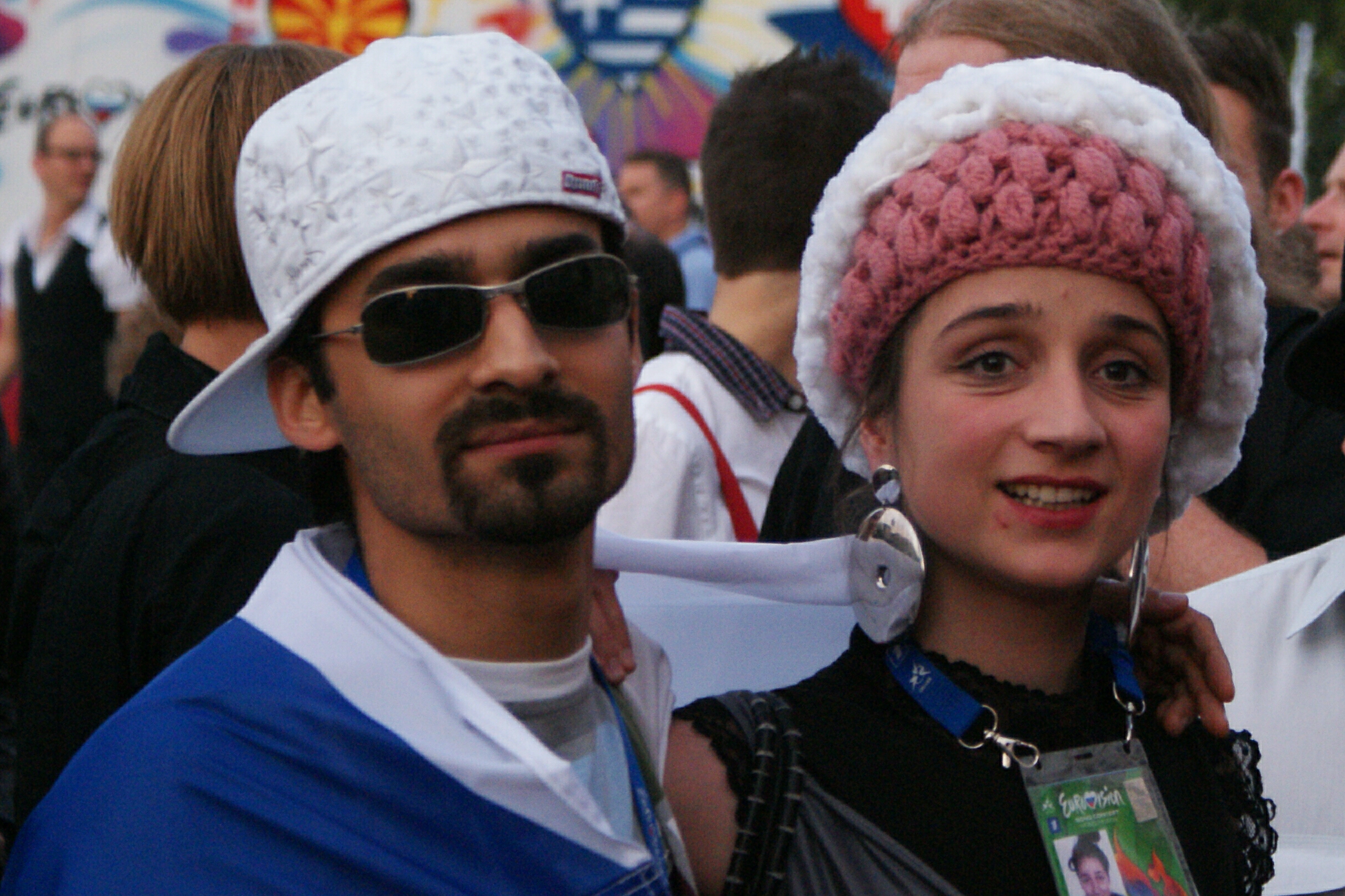
Radoslav Banga i Noemi Fialová w 2009 roku

W marcu 2007 roku zespół wystąpił w finale krajowych eliminacji eurowizyjnych Eurosong z utworem „Muloland”. W tym samym roku zagrał na Glastonbury Festival jako pierwszy czeski artysta w historii, a także otrzymał tytuł Najlepszego zespołu roku według czytelników magazynu Filter. W tym czasie zespół występował nie tylko w kraju, ale także zagranicą, w tym m.in. w Brukseli, Rotterdamie, Tilburgu, Londynie, Budapeszcie oraz podczas World Music Festival w Ulsanie w Korei Południowej.
Pod koniec stycznia 2008 roku ponownie wystartował w finale czeskich selekcji eurowizyjnych, tym razem z piosenką „Benga beating”. Singiel promował jego drugi album studyjny zatytułowany Reprezent, który ukazał się w czerwcu tego samego roku. W październiku płyta dotarła do trzeciego miejsca notowania World Music Charts Europe.
W styczniu 2009 roku zespół został wybrany na reprezentanta Czech w 54. Konkursie Piosenki Eurowizji organizowanym w Moskwie. W lutym wystąpił podczas specjalnego koncertu selekcyjnego, w trakcie którego wybierała była jego konkursowa propozycja. Grupa zagrała wówczas dwa numery – „Do You Wanna Know?” i „Aven Romale”, który zdobył ostatecznie większe poparcie telewidzów i wygrał eliminacje. 12 maja zespół wystąpił w pierwszym półfinale konkursu jako drugi w kolejności i zajął ostatecznie ostatnie, 18. miejsce z zerowym dorobkiem punktowym, przez co nie zakwalifikował się do finału.
W 2011 roku grupa wydała swój trzeci album studyjny zatytułowany Desperado, a we wrześniu 2013 – płytę pt. Upgrade.

## Dyskografia

### Albumy studyjne
| Romano Hip Hop              | - Data: 2006 - Wydawca: Indies Records                | 10 |
| Reprezent                   | - Data: 5 czerwca 2008 - Wydawca: Indies Scope        | 23 |
| Desperado                   | - Data: 2011 - Wydawca: Supraphon                     | 49 |
| Upgrade                     | - Data: 27 września 2013 - Wydawca: Bangatone Records | 36 |
| "—" album nie był notowany. |                                                       |    |